# Pierwsza dama Polski
Pierwsza dama Rzeczypospolitej Polskiej, także Prezydentowa – nieformalny tytuł grzecznościowy i protokolarny stosowany na określenie małżonki prezydenta Polski.

## Pierwsza dama
Z pełnieniem roli pierwszej damy nie wiążą się żadne uprawnienia polityczne. Pełni jedynie funkcje reprezentacyjne i ceremonialne. Między innymi towarzyszy głowie państwa podczas oficjalnych spotkań czy wystąpień. Małżonki prezydentów zarówno w Polsce, Stanach Zjednoczonych Ameryki i innych państwach nie otrzymują wynagrodzenia, choć np. Betty Ford i Rosalynn Carter, które aktywnie udzielały się w różnych programach społecznych, poruszały publicznie kwestię stałej pensji dla pierwszej damy. W przypadku Polski od 2021 z budżetu państwa opłacane są składki na ubezpieczenie społeczne małżonki prezydenta.
Określenie pierwsza dama jest kalką językową z języka angielskiego (first lady), które w USA pojawia się w II połowie XIX wieku, zaś w polszczyźnie pod koniec XX wieku m.in. w prasie na początku 1989 przy okazji przedstawienia Barbary Bush i jej poprzedniczek czy w publikacji z 1993, gdzie zwrotem First Lady III Rzeczypospolitej nazwano Danutę Wałęsę.
W odniesieniu do małżonek głów państwa polskiego zwrot pierwsza dama zaczął być stosowany dopiero w III Rzeczypospolitej. W II RP w odniesieniu do małżonki prezydenta używano zwrotu pani prezydentowa lub np. pani Michalina Mościcka. Taką formę stosowano również wobec małżonek prezydentów innych państw – też i w okresie Polski Ludowej, np. w publikacji Interpress Publishers dotyczącej wizyty prezydenta Nixona w Warszawie są zwroty: president Richard Nixon with Mrs. Nixon, Edward Gierek with Mrs. Gierek. Jednak współcześnie w publicystyce częstą praktyką jest określanie tym tytułem partnerek przywódców państwa polskiego z lat 1918–1989 (tj. żon: prezydentów, przewodniczących Rady Państwa, a nawet przywódców partii komunistycznej).
W okresie PRL, z racji braku jednoosobowego urzędu głowy państwa, poza 1989 r., funkcje reprezentacyjne pełnił Przewodniczący Rady Państwa. Podczas oficjalnych spotkań, gdy wymagała tego sytuacja, towarzyszyła mu małżonka. Było tak np. podczas wizyty prezydentów USA Richarda Nixona w 1972, George’a Busha w 1989 roku, czy też cesarza Iranu Rezy Pahlawi w 1977. W takich uroczystościach brali również udział I sekretarze PZPR z małżonkami, którzy, podobnie jak w pozostałych państwach komunistycznych, de facto stali na czele państwa. W dniu 1 sierpnia 1975 w Helsinkach przywódcy 35 państw europejskich oraz Kanady i Stanów Zjednoczonych Ameryki Północnej podpisali Akt końcowy Konferencji Bezpieczeństwa i Współpracy w Europie – w imieniu państw komunistycznych podpisy złożyli pierwsi sekretarze partii rządzących (w imieniu PRL Edward Gierek) i w ten sposób uznano de facto najwyższe stanowisko partyjne za odpowiadające głowie państwa.

## Lista partnerek życiowych i małżonek polskich przywódców państwowych

### II Rzeczpospolita (1918–1939)
Żona Gabriela Narutowicza, Ewa Narutowicz, zmarła w 1920 roku, czyli 2 lata przed objęciem funkcji prezydenta przez jej męża. W związku z tym Gabriel Narutowicz był wdowcem i jego żony nie należy nazywać pierwszą damą.
| Zdjęcie                 | Małżonka                | Małżonek                | W latach                |
| Żony naczelnika państwa | Żony naczelnika państwa | Żony naczelnika państwa | Żony naczelnika państwa |
| ----------------------- | ----------------------- | ----------------------- | ----------------------- |
|                         | Maria Piłsudska         | Józef Piłsudski         | 1918–1921               |
|                         | Aleksandra Piłsudska    | Józef Piłsudski         | 1921–1922               |
| Żony prezydentów II RP  |                         |                         |                         |
|                         | Maria Wojciechowska     | Stanisław Wojciechowski | 1922–1926               |
|                         | Michalina Mościcka      | Ignacy Mościcki         | 1926–1932               |
|                         | Maria Mościcka          | Ignacy Mościcki         | 1933–1939               |

### Władze Rzeczypospolitej Polskiej na uchodźstwie (1939–1990)
Stanisław Ostrowski oraz Edward Bernard Raczyński, pełniący funkcję prezydenta w latach 1972–1979 i 1979–1986, byli wdowcami.
| Zdjęcie                            | Małżonka                           | Małżonek                           | W latach                           |
| Żony prezydentów RP na uchodźstwie | Żony prezydentów RP na uchodźstwie | Żony prezydentów RP na uchodźstwie | Żony prezydentów RP na uchodźstwie |
| ---------------------------------- | ---------------------------------- | ---------------------------------- | ---------------------------------- |
|                                    | Jadwiga Raczkiewicz                | Władysław Raczkiewicz              | 1939–1947                          |
|                                    | Ewelina Zaleska                    | August Zaleski                     | 1947–1972                          |
|                                    | Anna Sabbat                        | Kazimierz Sabbat                   | 1986–1989                          |
|                                    | Karolina Kaczorowska               | Ryszard Kaczorowski                | 1989–1990                          |

### Rzeczpospolita Polska (1947–1952) i PRL (1989)
| Zdjęcie                | Małżonka               | Małżonek               | W latach               |
| Żona prezydenta RP/PRL | Żona prezydenta RP/PRL | Żona prezydenta RP/PRL | Żona prezydenta RP/PRL |
| ---------------------- | ---------------------- | ---------------------- | ---------------------- |
|                        | Janina Górzyńska       | Bolesław Bierut        | 1947–1952              |
| Żona prezydenta PRL    |                        |                        |                        |
|                        | Barbara Jaruzelska     | Wojciech Jaruzelski    | 1989                   |

### III Rzeczpospolita (od 1989 roku)
| Zdjęcie                 | Małżonka                | Małżonek                | W latach                | Źródło                  |
| Żony prezydentów III RP | Żony prezydentów III RP | Żony prezydentów III RP | Żony prezydentów III RP | Żony prezydentów III RP |
| ----------------------- | ----------------------- | ----------------------- | ----------------------- | ----------------------- |
|                         | Barbara Jaruzelska      | Wojciech Jaruzelski     | 1989–1990               | [ 19 ]                  |
|                         | Danuta Wałęsa           | Lech Wałęsa             | 1990–1995               | [ 20 ]                  |
|                         | Jolanta Kwaśniewska     | Aleksander Kwaśniewski  | 1995–2005               | [ 21 ]                  |
|                         | Maria Kaczyńska         | Lech Kaczyński          | 2005–2010               | [ 22 ] [ 23 ]           |
|                         | Anna Komorowska         | Bronisław Komorowski    | 2010–2015               | [ 24 ]                  |
|                         | Agata Kornhauser-Duda   | Andrzej Duda            | 2015–2025               | [ 25 ]                  |
|                         | Marta Nawrocka          | Karol Nawrocki          | od 2025                 |                         |